# Mark Crossley
Mark Geoffrey Crossley (Barnsley, 16 de junho de 1969) é um ex-futebolista galês que atuava como goleiro. Está atualmente sem clube depois de trabalhar como treinador de goleiros no Chesterfield. Ele é mais conhecido por ser o único goleiro a defender um pênalti cobrado por Matthew Le Tissier.

## Carreira
Revelado pelo Nottingham Forest, profissionalizou-se em 1989 e disputou 393 partidas oficiais pelo clube até 2000 - em 1990 foi emprestado ao Manchester United, mas não jogou.
Defendeu também Millwall, Middlesbrough, Stoke City, Fulham, Sheffield Wednesday, Oldham Athletic e Chesterfield, onde também acumulou a função de treinador de goleiros até o final da carreira como jogador, em 2013, e também assumiu o comando técnico de forma provisória em 2012. Exerceu o cargo também no Barnsley e no Notts County, onde também chegou a ser técnico interino em 2018, em dupla com Steve Chettle.

## Carreira internacional
Embora tivesse defendido a seleção Sub-21 da Inglaterra em 1990, Crossley optou em representar o País de Gales, onde seu avô nasceu. Entre 1997 e 2004, foram apenas 8 partidas com a seleção, onde foi reserva de Neville Southall e Paul Jones.

## Estatísticas
| Performance no clube | Performance no clube | Performance no clube | Liga  | Liga | Copa   | Copa   | Copa da Liga | Copa da Liga | Continental | Continental | Total | Total |
| Temporada            | Clube                | Liga                 | Jogos | Gols | Jogos  | Gols   | Jogos        | Gols         | Jogos       | Gols        | Jogos | Gols  |
| England              | England              | England              | Liga  | Liga | FA Cup | FA Cup | League Cup   | League Cup   | Europa      | Europa      | Total | Total |
| -------------------- | -------------------- | -------------------- | ----- | ---- | ------ | ------ | ------------ | ------------ | ----------- | ----------- | ----- | ----- |
| 1991–92              | Nottingham Forest    | First Division       | 36    | 0    | –      | –      | –            | –            | –           | –           | 36    | 0     |
| 1992–93              | Nottingham Forest    | Premier League       | 37    | 0    | –      | –      | –            | –            | –           | –           | 37    | 0     |
| 1993–94              | Nottingham Forest    | First Division       | 37    | 0    | –      | –      | –            | –            | –           | –           | 37    | 0     |
| 1994–95              | Nottingham Forest    | Premier League       | 42    | 0    | 2      | 0      | 4            | 0            | 0           | 0           | 48    | 0     |
| 1995–96              | Nottingham Forest    | Premier League       | 38    | 0    | 7      | 0      | 2            | 0            | 4           | 0           | 51    | 0     |
| 1996–97              | Nottingham Forest    | Premier League       | 33    | 0    | 3      | 0      | 3            | 0            | –           | –           | 39    | 0     |
| 1997–98              | Millwall             | Second Division      | 13    | 0    | –      | –      | –            | –            | –           | –           | 13    | 0     |
| 1998–99              | Nottingham Forest    | Premier League       | 13    | 0    | –      | –      | 2            | 0            | –           | –           | 15    | 0     |
| 1999–2000            | Nottingham Forest    | First Division       | 20    | 0    | –      | –      | 4            | 0            | –           | –           | 24    | 0     |
| 2000–01              | Middlesbrough        | Premier League       | 5     | 0    | –      | –      | 2            | 0            | –           | –           | 7     | 0     |
| 2001–02              | Middlesbrough        | Premier League       | 18    | 0    | 3      | 0      | 1            | 0            | –           | –           | 22    | 0     |
| 2002–03              | Middlesbrough        | Premier League       | 0     | 0    | –      | –      | 2            | 0            | –           | –           | 2     | 0     |
| 2002–03              | Stoke City           | First Division       | 12    | 0    | –      | –      | –            | –            | –           | –           | 12    | 0     |
| 2003–04              | Fulham               | Premier League       | 1     | 0    | –      | –      | 1            | 0            | –           | –           | 2     | 0     |
| 2004–05              | Fulham               | Premier League       | 5     | 0    | –      | –      | 3            | 0            | –           | –           | 8     | 0     |
| 2005–06              | Fulham               | Premier League       | 13    | 0    | –      | –      | –            | –            | –           | –           | 13    | 0     |
| 2006–07              | Sheffield Wednesday  | Championship         | 17    | 1    | 2      | 0      | –            | –            | –           | –           | 19    | 1     |
| 2007–08              | Oldham Athletic      | League One           | 38    | 0    | 5      | 0      | 2            | 0            | –           | –           | 45    | 0     |
| 2008–09              | Oldham Athletic      | League One           | 19    | 0    | 2      | 0      | 1            | 0            | 0           | 0           | 22    | 0     |
| Total                | England              | England              | 397   | 1    | 24     | 0      | 27           | 0            | 4           | 0           | 450   | 1     |
| Total na carreira    | Total na carreira    | Total na carreira    | 397   | 1    | 24     | 0      | 27           | 0            | 4           | 0           | 450   | 1     |